# Liu Shoubin
Liu Shoubin (en chino: 刘寿斌; 3 de marzo de 1968) es un deportista chino que compitió en halterofilia.
Participó en dos Juegos Olímpicos de Verano, obteniendo una medalla de bronce en Seúl 1988 y una de plata en Barcelona 1992, ambas en la categoría de 56 kg. Ganó cuatro medallas en el Campeonato Mundial de Halterofilia entre los años 1987 y 1991.

## Palmarés internacional
| Juegos Olímpicos   | Juegos Olímpicos          | Juegos Olímpicos  | Juegos Olímpicos |
| Año                | Lugar                     | Medalla           | Categoría        |
| ------------------ | ------------------------- | ----------------- | ---------------- |
| 1988               | Seúl (Corea del Sur)      | Medalla de bronce | 56 kg            |
| 1992               | Barcelona (España)        | Medalla de plata  | 56 kg            |
| Campeonato Mundial |                           |                   |                  |
| Año                | Lugar                     | Medalla           | Categoría        |
| 1987               | Ostrava (Checoslovaquia)  | Medalla de plata  | 56 kg            |
| 1989               | Atenas (Grecia)           | Medalla de plata  | 56 kg            |
| 1990               | Budapest (Hungría)        | Medalla de oro    | 56 kg            |
| 1991               | Donaueschingen (Alemania) | Medalla de plata  | 56 kg            |